# Одеська дирекція залізничних перевезень
Одеська дирекція залізничних перевезень (ДН-1) є однією з чотирьох дирекцій Одеської залізниці. Дирекція обслуговує Одеську, а також невеликі ділянки Вінницької та Миколаївської областей. На території дирекції мешкає понад 2,5 млн осіб.
Межує з такими дирекціями:
| Назва дирекції         | Назва залізниці            | Кількість з'єднань | Ділянки з'єднання                       | Магістральна лінія                   |
| ---------------------- | -------------------------- | ------------------ | --------------------------------------- | ------------------------------------ |
| Херсонська дирекція    | Одеська залізниця          | 1                  | Колосівка — Миколаїв                    | Одеса — Херсон                       |
| Знам'янська дирекція   | Одеська залізниця          | 2                  | Колосівка — Помічна Подільськ — Помічна | Одеса — Москва Подільськ — Запоріжжя |
| Шевченківська дирекція | Одеська залізниця          | 2                  | Рудниця — Бершадь Вапнярка — Зятківці   | Рудниця — Гайворон Вапнярка — Сміла  |
| Жмеринська дирекція    | Південно-Західна залізниця | 1                  | Вапнярка — Жмеринка                     | Одеса — Київ                         |

Є численні переходи з Молдовою:
- Слобідка — Колбасна (через Придністровську Молдавську Республіку) (лише вантажний рух)
- Кучурган — Тирасполь (через Придністровську Молдавську Республіку)
- Березине — Чимишлія (розібрана)
- Березине — Басарабяска (відновлена)
- Болград — Абаклія
- Болград — Гречени
- Фрикацей — Гречени
- Рені — Джурджулешти

Також зі станції Поромна курсують залізничні пороми у такі порти:
- Батумі (Грузія)
- Поті (Грузія)
- Варна (Болгарія)

## Станції
Центр дирекції знаходиться у м. Одеса, яке одночасно є найбільшим містом у дирекції і центром Одеської залізниці. Інші важливі станції — Подільськ та Роздільна-Сортувальна. Через Чорноморськ-Порт Україна з'єднана залізничним сполученням по морю з Болгарією та Грузією.

## Залізниці
Через дирекцію проходять кілька важливих маршрутів, зокрема найважливіші Одеса — Київ (з відгалуженням на Тирасполь та Кишинів) та Одеса — Москва (з відгалуженням до порту Південний). Ці залізниці є двоколійними та електрифікованими. Вони забезпечують доступ до портів Чорного моря, зв'язують з найбільшим містом на півдні України, а також забезпечують доступ для туристів у курортний час.
Серед інших електрифікованих дільниць слід зазначити магістральну дільницю Подільськ — Помічна, що з'єднує захід та схід України. Це одна з трьох магістральних залізниць, що з'єднують захід та схід України. Ще одна електрифікована дільниця — Білгород-Дністровський — Одеса-Головна (з відгалуженням до морської переправи у Чорноморську). Вона забезпечує приміське сполучення, особливо під час напливу туристів влітку.
Інші напрямки не електрифіковані. Серед них найважливіша — це одноколійна дільниця Білгород-Дністровський — Ізмаїл (з відгалуженням на Березине).